# Actornithophilus multisetosus
Actornithophilus multisetosus är en insektsart som beskrevs av Blagoveshchensky 1940. Actornithophilus multisetosus ingår i släktet Actornithophilus, och familjen spolätare. Arten är reproducerande i Sverige.